# Thor: Tag der Entscheidung
Thor: Tag der Entscheidung (Originaltitel Thor: Ragnarok) ist ein US-amerikanischer Superheldenfilm, der am 31. Oktober 2017 in den deutschsprachigen Kinos seine Premiere hatte. Der Film ist Teil des Marvel Cinematic Universe und nach Thor – The Dark Kingdom die zweite Fortsetzung zu Thor aus dem Jahr 2011. Wie seine Vorgängerfilme, basiert Thor: Tag der Entscheidung auf den Thor-Comics, in denen unter anderem mit Figuren und Handlungsorten Elemente der Nordischen Mythologie aufgenommen wurden. Darüber hinaus beruhen einige Einzelheiten des Films auf der Storyline Planet Hulk aus den Comics Incredible Hulk #92–105 und Giant-Size Hulk #1.

## Handlung
Zwei Jahre nach dem Kampf in Sokovia wird Thor auf der Suche nach den Infinity-Steinen vom Feuerdämon Surtur gefangen genommen. Dieser erzählt Thor, dass sein Vater Odin nicht in Asgard sei und Ragnarök – der prophezeite Untergang Asgards – kurz bevorstehe, worüber Thor selbst auch Visionen hat. Mithilfe seines Hammers Mjölnir befreit sich Thor, besiegt Surtur und nimmt dessen Quelle seiner Macht, eine Krone, zum Schutz vor Ragnarök mit nach Asgard, wo sie in der Schatzkammer verwahrt wird.
Zuhause angekommen, deckt Thor die Machenschaften seines Bruders Loki auf, der seinen Tod vortäuschte, die Gestalt Odins annahm und seither Asgard regiert. Thor versucht gemeinsam mit seinem Bruder, ihren Vater Odin zurückzuholen, den Loki in einem Altersheim auf Midgard, der Erde, abgesetzt und seiner Erinnerungen mittels eines Zaubers beraubt hat. Als sie mit Hilfe von Dr. Strange Odin finden, offenbart dieser im vollen Besitz seiner Erinnerungen seinen Söhnen, dass seine vor Thor und Loki verschwiegene Erstgeborene Hela, die Göttin des Todes, nach Odins baldigem Ableben aus ihrem Gefängnis ausbrechen und nach Asgard aufbrechen werde. Hela war eine blutrünstige Kriegerin, die mit Odin die neun Welten eroberte. Doch als Odin vom Krieg abließ und Hela nicht kontrollieren konnte, hielt er sie von Asgard fern, da ihre Macht dort am stärksten ist.
Vor den Augen seiner Söhne stirbt Odin, woraufhin Hela erscheint. Um sie aufzuhalten, greift Thor sie mit Mjölnir an, welchen sie zerstört. Von ihrer Kraft überrascht, wollen Loki und Thor durch den Bifröst – der Teleportationsbrücke der neun Welten – nach Asgard flüchten. Bei der Teleportation folgt ihnen Hela jedoch, schlägt die beiden aus dem Bifröst ins All und gelangt so selbst nach Asgard, wo sie bei ihrer Ankunft Fandral, Volstagg und Hogun tötet. Um weitere Welten zu erobern, übernimmt sie die Herrschaft Asgards und sucht nach dem Bifröst-Schwert, das dessen Wächter Heimdall kurz nach Helas Ankunft gestohlen hat. Dabei rekrutiert sie Heimdalls Vertretung Skurge als ihren Vollstrecker.
Thor landet durch ein Teleportationsloch auf Sakaar, einem Müllplaneten außerhalb der neun Welten. Er wird von einer Frau gefangen genommen, die Scrapper 142 genannt wird. Sie ist in Wahrheit eine ehemalige Walküre aus Asgard, die vor vielen Jahren beim Kampf gegen Hela als einzige der Walküren überlebt hat. Um dieses Ereignis hinter sich zu lassen und zu vergessen, ließ sie sich auf Sakaar nieder und versucht seither, ihr Trauma mit Alkohol zu verdrängen.
Thor wird von ihr an den Grandmaster verkauft, der Gladiatorenkämpfe veranstaltet, während Loki bereits zwei Wochen zuvor auf dem Planeten gelandet ist und sich mit dem Grandmaster angefreundet hat. Thor wird vom Grandmaster gezwungen, sich in der Gladiatorenarena dem Champion zu stellen, der sich in der Arena als der Hulk herausstellt. Nach dem Kampf versucht Thor Bruce Banner, der seit zwei Jahren in der Gestalt des Hulk ist und in dieser nun sprechen kann, zur Flucht zu überreden, um Asgard vor Hela zu beschützen und Ragnarök zu verhindern.
Mit Hilfe der Walküre – die sich Thor anschließt, um sich an Hela zu rächen –, Loki und Bruce Banner, der sich wieder aus der Gestalt des Hulks zurückverwandelt, lösen sie eine Revolution aus und kapern ein Schiff des Grandmasters. Durch ein Teleportationsloch fliegen Thor, Bruce und die Walküre nach Asgard, wo sie sich Hela, dem Fenriswolf und ihrer Armee aus wiedererweckten Kriegern stellen. Beim alleinigen Kampf gegen Hela verliert Thor ein Auge, erkennt aber zugleich die in ihm schlummernde Kraft des Donners, die er auch ohne Mjölnir einsetzen kann. Heimdall versucht unterdessen, die Asen durch den Bifröst in Sicherheit zu bringen. Die Regenbogenbrücke ist jedoch durch Helas Armee und den Fenriswolf blockiert. Bruce verwandelt sich in den Hulk und greift den Fenriswolf an, als dieser die Asen attackiert. Kurz darauf erscheint Loki mit aufständischen Gladiatoren in einem Raumschiff, und sie beginnen, die Asen auf das Schiff zu bringen.
Thor erkennt, dass seine Donnerkräfte nicht genügen, um seine Schwester zu besiegen, und beschließt, die Prophezeiung und Vision vom Ragnarök wahr werden zu lassen. Nur so kann er Helas Kraftquelle, Asgards Existenz, zerstören. Für ihn ist Asgard nicht der Ort, sondern die Menschen. Thor und die Walküre halten Hela hin, während Loki in Thors Auftrag in Odins Keller geht, in dem dessen Schätze aufbewahrt werden. Für einen kurzen Augenblick betrachtet er den dort lagernden Tesserakt, geht dann weiter zu Surturs Krone und legt sie in das Ewige Feuer, um somit Surtur in seiner mächtigsten Form wiederzuerwecken. Die Evakuierung ist abgeschlossen und das Schiff fliegt mit allen Asen und Rettern an Bord los. Dabei schlägt sich Skurge wieder auf die Seite der Asen und opfert sich im Kampf gegen Helas Armee, um den anderen einen sicheren Abflug zu ermöglichen. Hela ist nun gezwungen, den riesigen Surtur zu bekämpfen, der mit seinem Feuerschwert Asgard zerstört und sie mitreißt.
Thor muss nun als neuer König der Asen sein Volk an einen anderen Ort bringen und entscheidet, Kurs auf die Erde zu nehmen. Auf dem Flug dorthin stellt sich ihm in der Mid-Credit-Szene aber Thanos’ riesiges Raumschiff Sanctuary II in den Weg.
In der Post-Credit-Szene nimmt der Grandmaster auf Sakaar die Revolution auf die leichte Schulter und erklärt scherzhaft gegenüber den Aufständischen die Machtkämpfe zwischen seiner und ihrer Seite zu einem Unentschieden.

## Produktion

### Stab
Für den Posten des Regisseurs wurde der Neuseeländer Taika Waititi verpflichtet. Javier Aguirresarobe wurde als Kameramann verpflichtet, während Dan Hennah für das Produktionsdesign verantwortlich war. Er wurde vor allem durch seine Arbeit an der Herr-der-Ringe-Trilogie bekannt.

### Besetzung und Synchronisation
Im Januar 2016 kündigte Mark Ruffalo an, dass der Film Eigenschaften eines Roadmovies aufweisen wird. Die Vorproduktion des Filmes begann im Januar 2016. Einen Monat später wurde die Besetzung Cate Blanchetts in der Rolle der Hela bekannt gegeben. Im April erfolgte die Besetzung von Tessa Thompson in der Rolle einer Walküre (im Original: Valkyrie).
Jeff Goldblum in der Rolle des Grandmasters und Karl Urban als Skurge wurden im Mai bestätigt. Diese Ankündigung beinhaltete auch die Bekanntgabe, dass Anthony Hopkins und Idris Elba ihre Rollen als Odin und Heimdall aus den Vorgängerfilmen übernehmen werden. Ende September 2016 wurde bekannt, dass Sam Neill eine vorerst nicht näher genannte Rolle übernehmen wird, während Regisseur Waititi selbst die Rolle des Korg mittels des Motion-Capture-Verfahrens zum Leben erweckt. Sam Neill, Matt Damon und Luke Hemsworth übernahmen im Film Bühnenrollen der Figuren Odin, Loki und Thor. Luke verkörpert somit die von seinem Bruder dargestellte Titelrolle und stellt daher auch optisch eine Ähnlichkeit mit der Figur her.
Die deutsche Synchronisation übernahm die FFS Film- & Fernseh-Synchron in Berlin, nach einem Dialogbuch und unter der Dialogregie von Björn Schalla. Fast alle Schauspieler aus den Vorgängerfilmen wurden mit denselben Sprechern besetzt. Die einzige Ausnahme ist Fandral, der keinen Text hat und nur einen Laut von sich gibt. Bei den Neuzugängen im Marvel Cinematic Universe Cate Blanchett, Jeff Goldblum, Karl Urban, Sam Neill und Matt Damon folgte man den üblichen Besetzungen aus anderen deutschsprachigen Synchronisationen der letzten Jahre.
| Figur                   | Darsteller           | Deutscher Sprecher |
| ----------------------- | -------------------- | ------------------ |
| Thor Odinson            | Chris Hemsworth      | Tommy Morgenstern  |
| Loki Laufeyson          | Tom Hiddleston       | Peter Lontzek      |
| Hela Odinsdottir        | Cate Blanchett       | Elisabeth Günther  |
| Walküre / Scrapper 142  | Tessa Thompson       | Marieke Oeffinger  |
| Dr. Bruce Banner / Hulk | Mark Ruffalo         | Norman Matt        |
| Grandmaster             | Jeff Goldblum        | Martin Umbach      |
| Heimdall                | Idris Elba           | Marco Kröger       |
| Odin                    | Anthony Hopkins      | Joachim Kerzel     |
| Skurge                  | Karl Urban           | Tobias Kluckert    |
| Dr. Stephen Strange     | Benedict Cumberbatch | Sascha Rotermund   |
| Korg                    | Taika Waititi        | Marius Clarén      |
| Surtur                  | Clancy Brown         | Milton Welsh       |
| Topaz                   | Rachel House         | Judith Steinhäuser |
| Volstagg                | Ray Stevenson        | Oliver Siebeck     |
| Fandral                 | Zachary Levi         | Paul Matzke        |
| Hogun                   | Tadanobu Asano       | Florian Halm       |
| Odin-Darsteller         | Sam Neill            | Wolfgang Condrus   |
| Loki-Darsteller         | Matt Damon           | Simon Jäger        |
| Thor-Darsteller         | Luke Hemsworth       | David Nathan       |
| Lady-Sif-Darstellerin   | Charlotte Nicdao     | Betty Förster      |
| Barbier auf Sakaar      | Stan Lee             | Peter Groeger      |

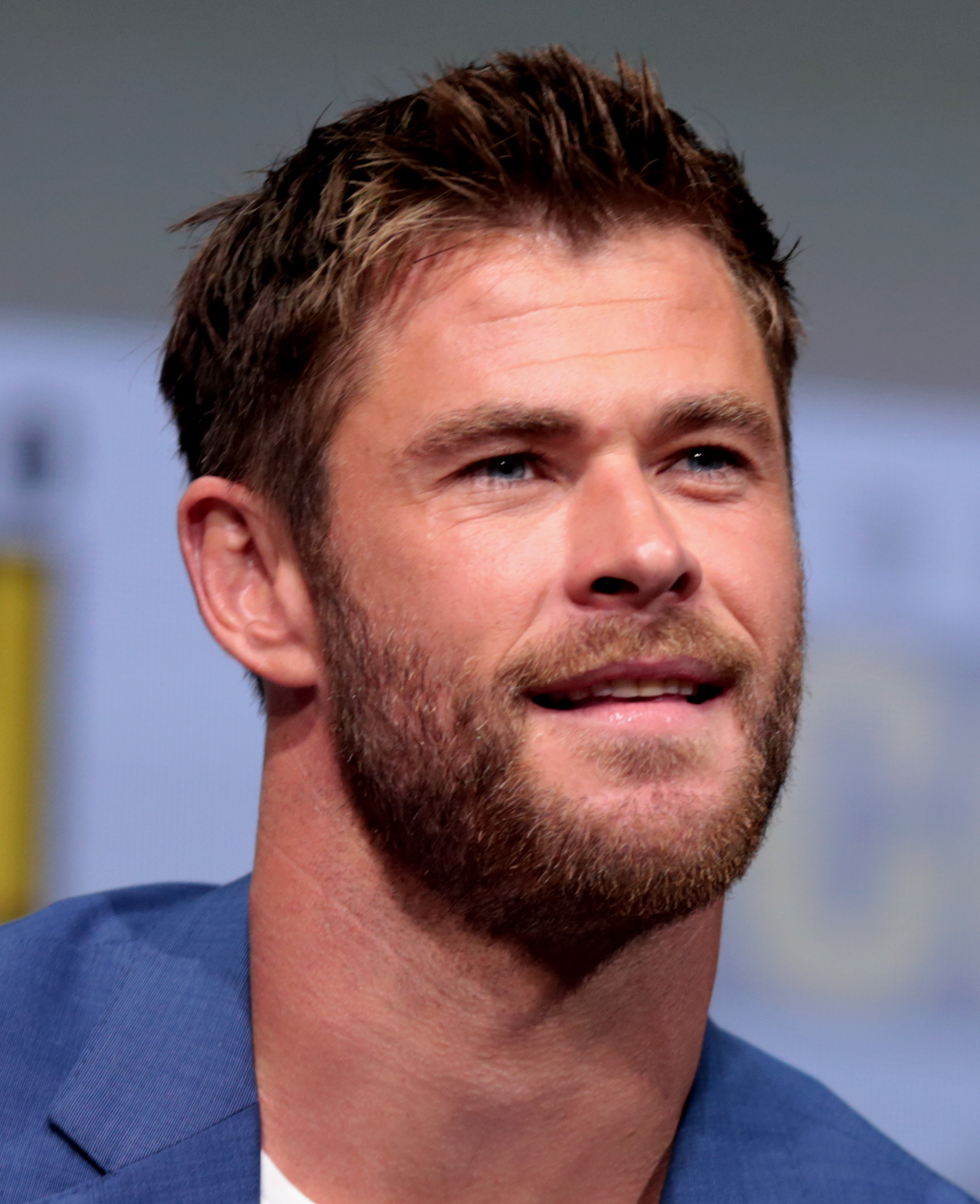
Chris Hemsworth spielt Thor Odinson
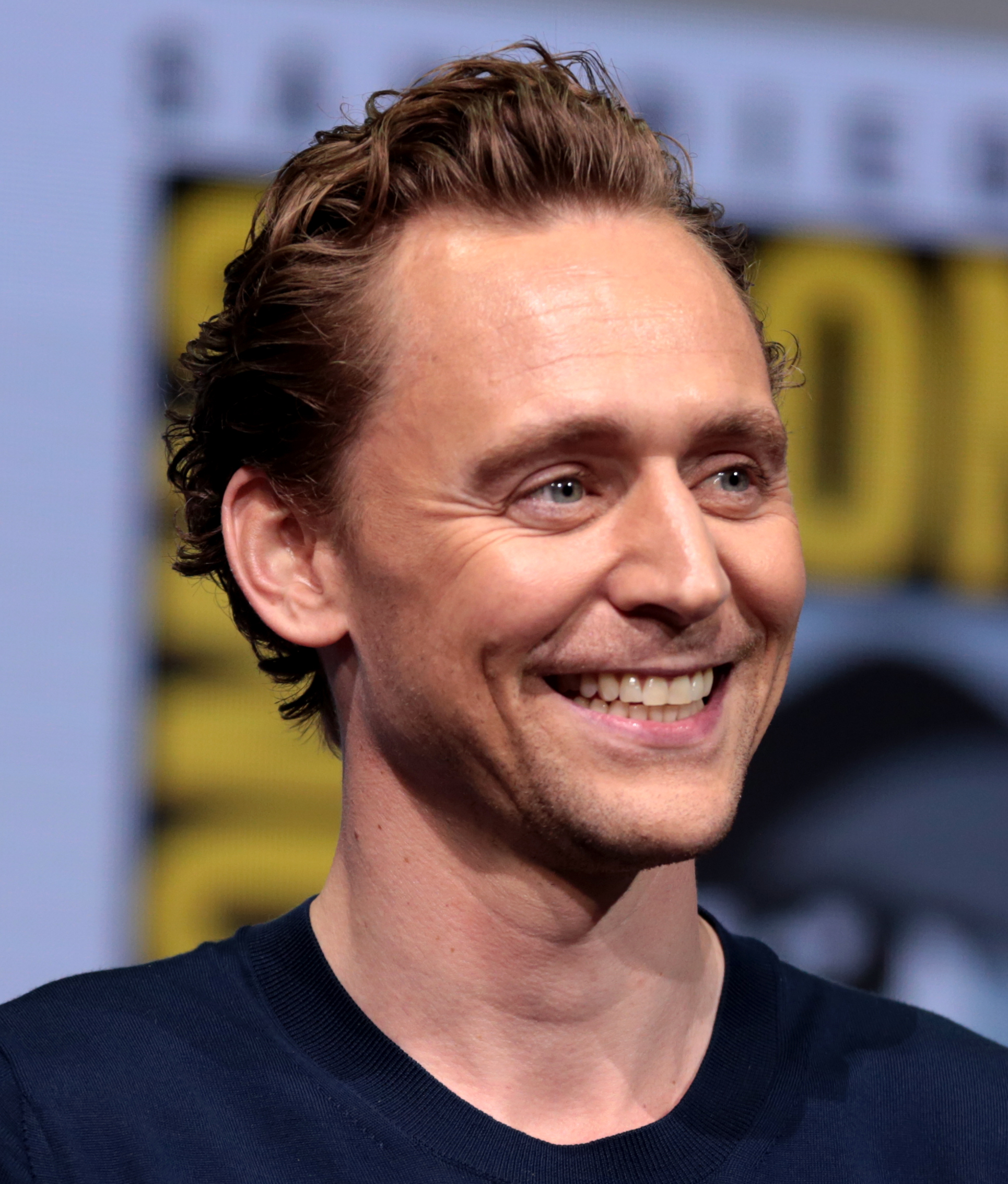
Tom Hiddleston spielt Loki Laufeyson
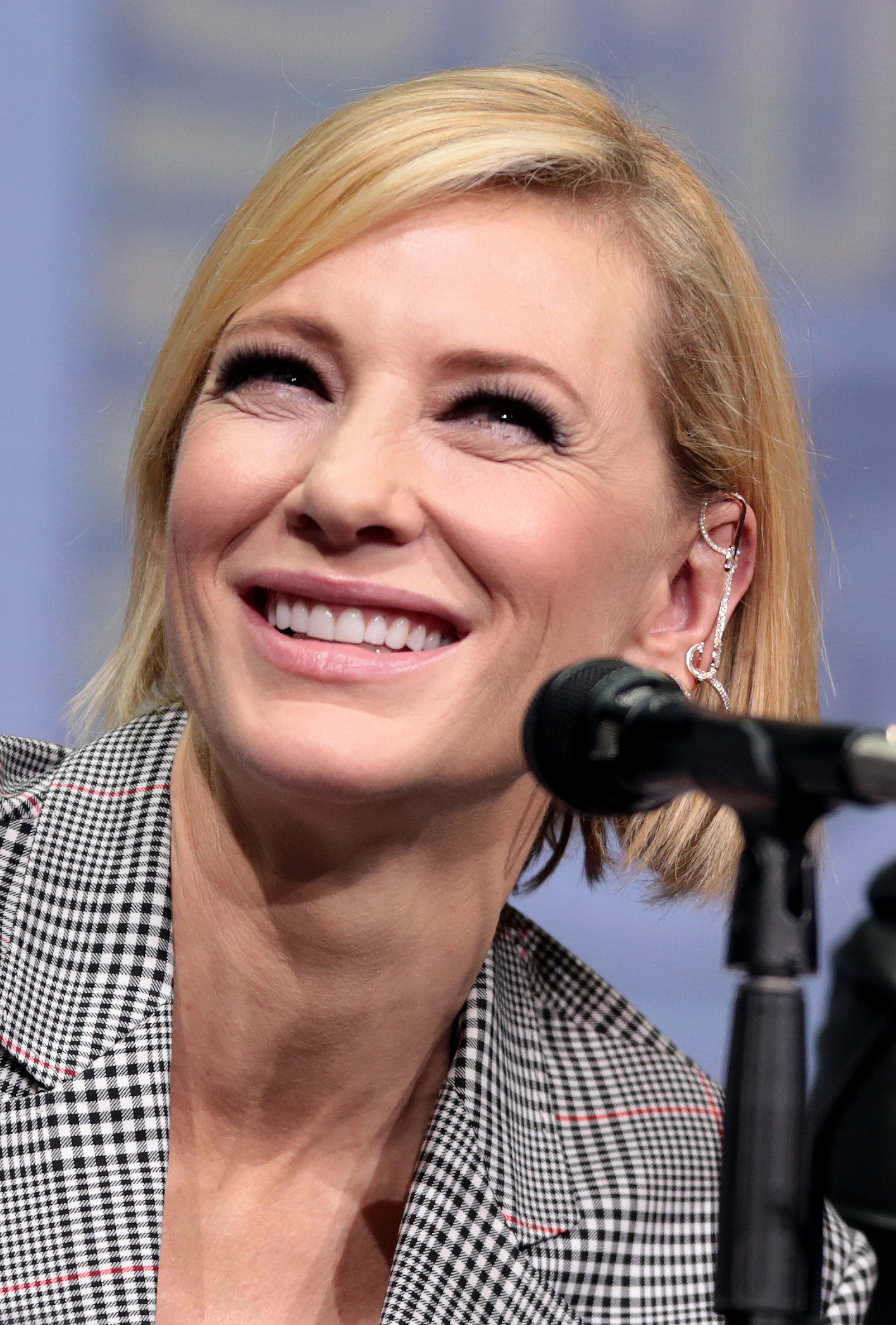
Cate Blanchett spielt Hela
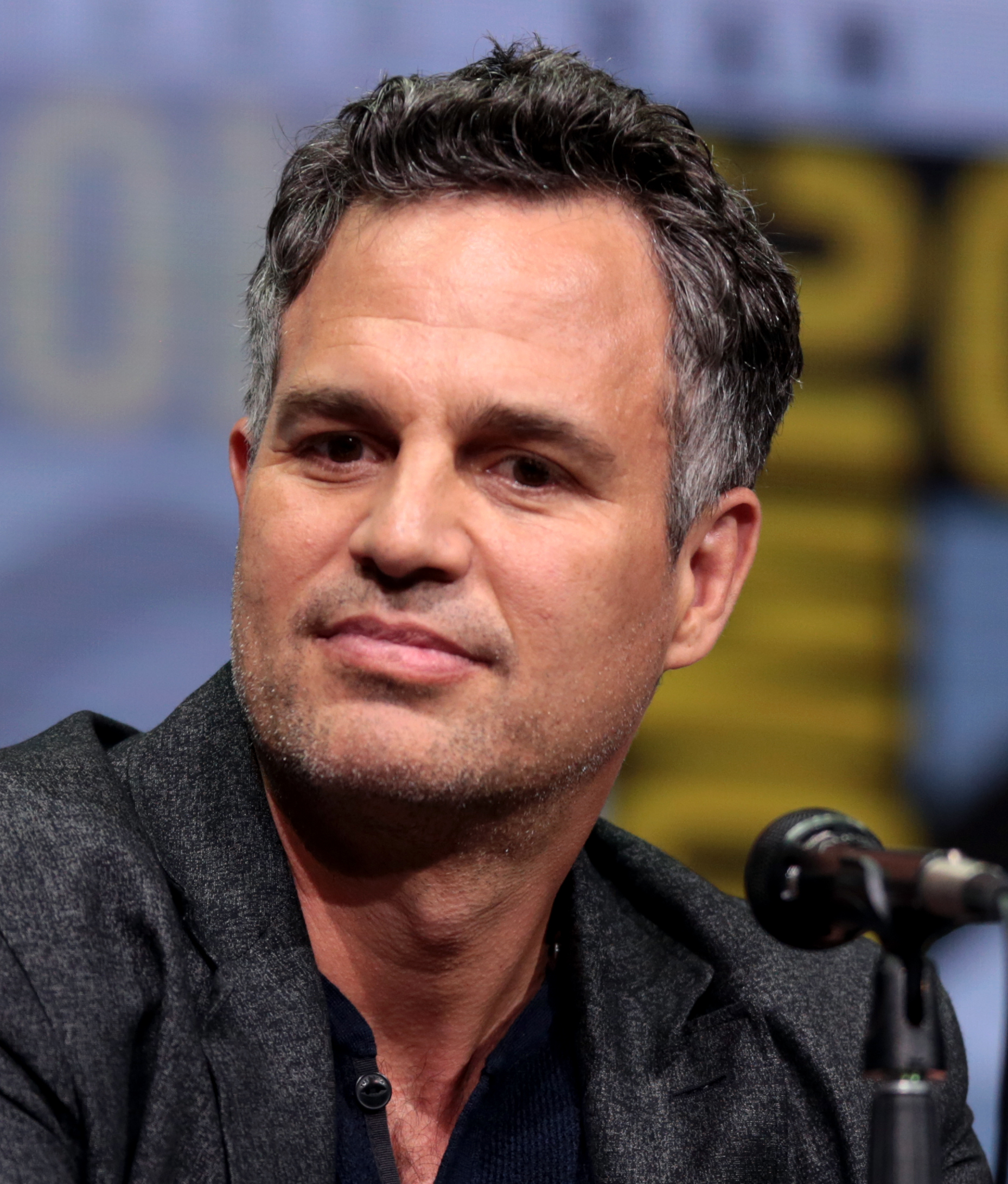
Mark Ruffalo spielt Dr. Bruce Banner alias Hulk
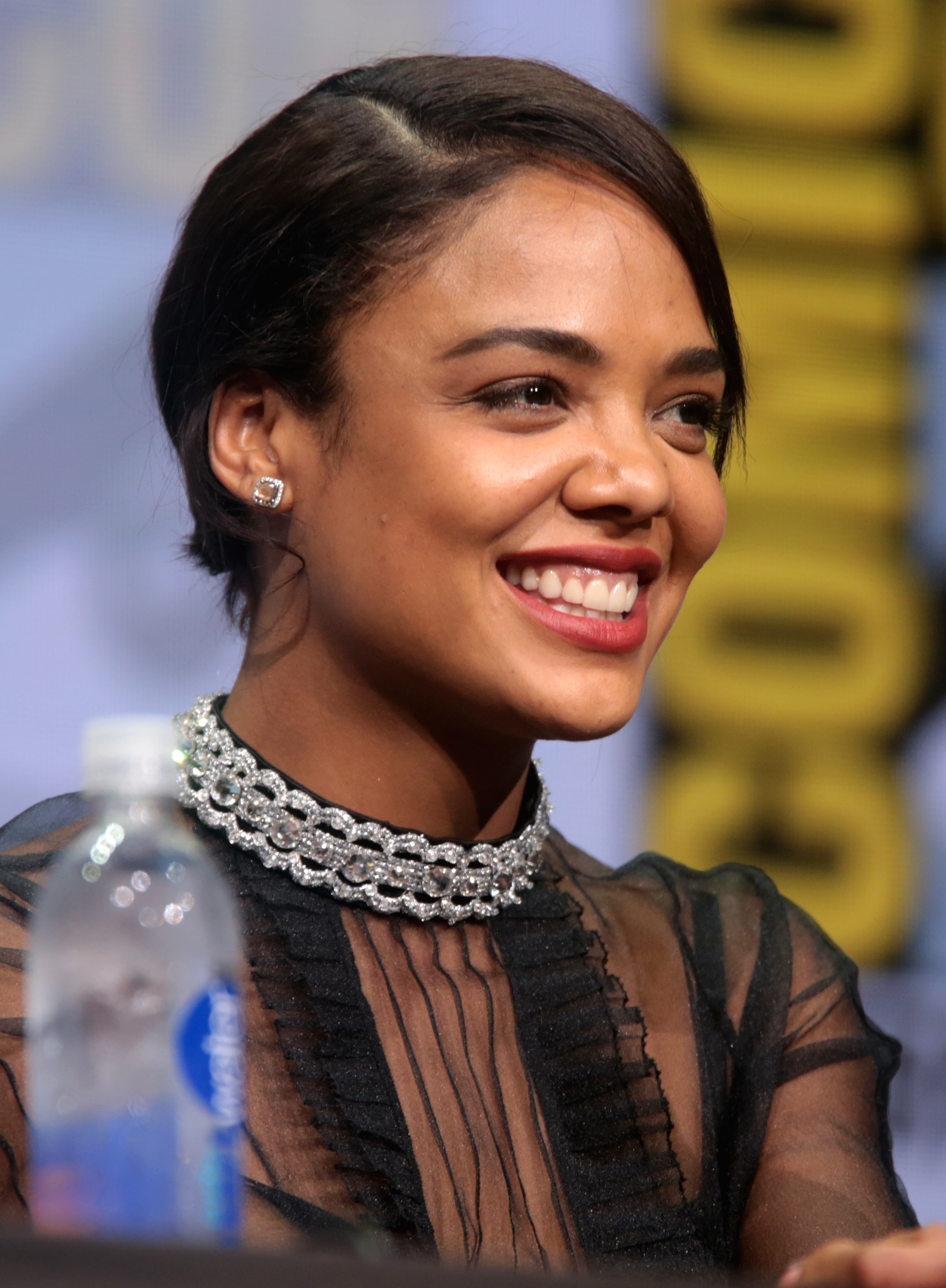
Tessa Thompson spielt die letzte Walküre
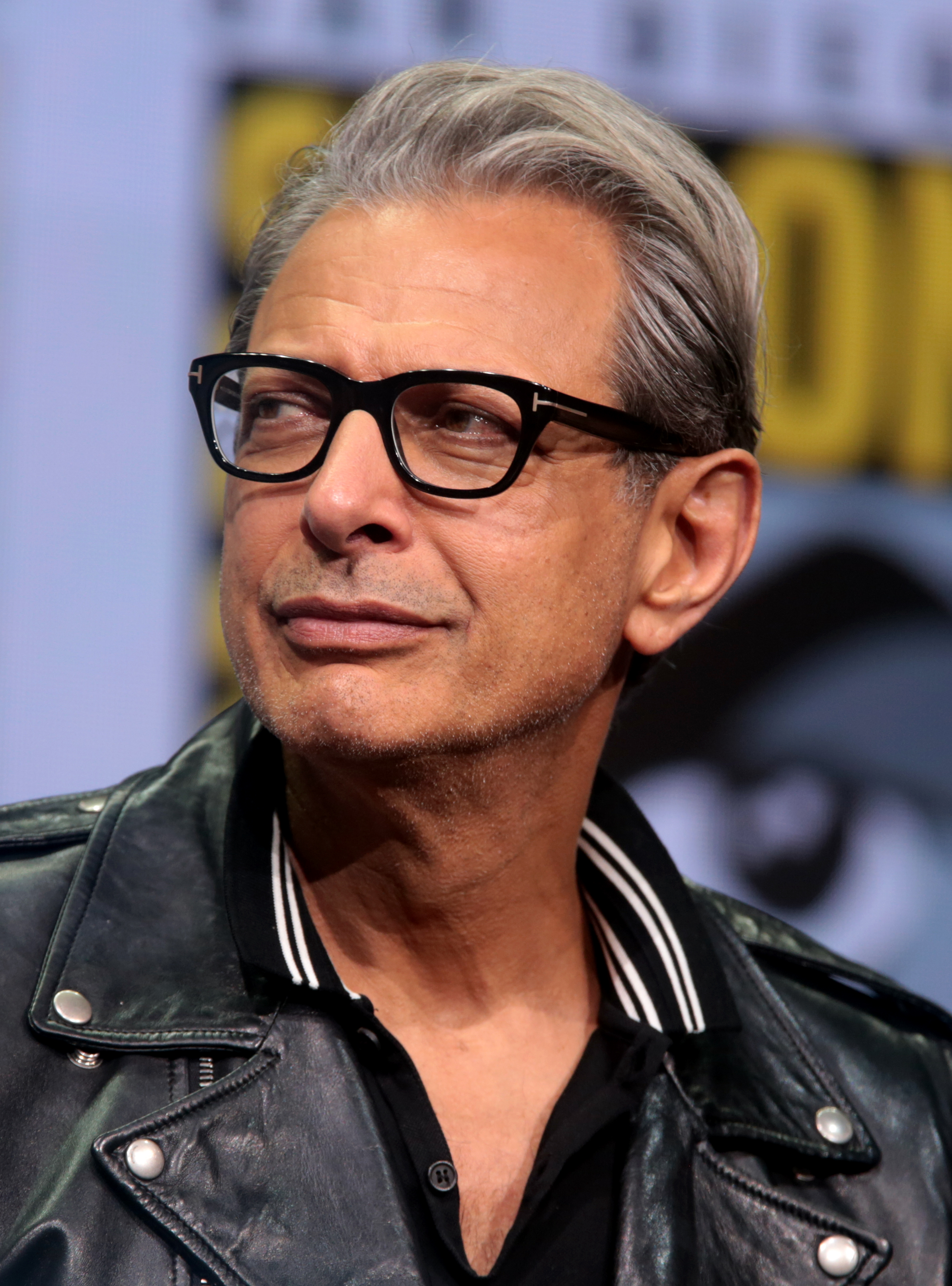
Jeff Goldblum spielt den Grandmaster
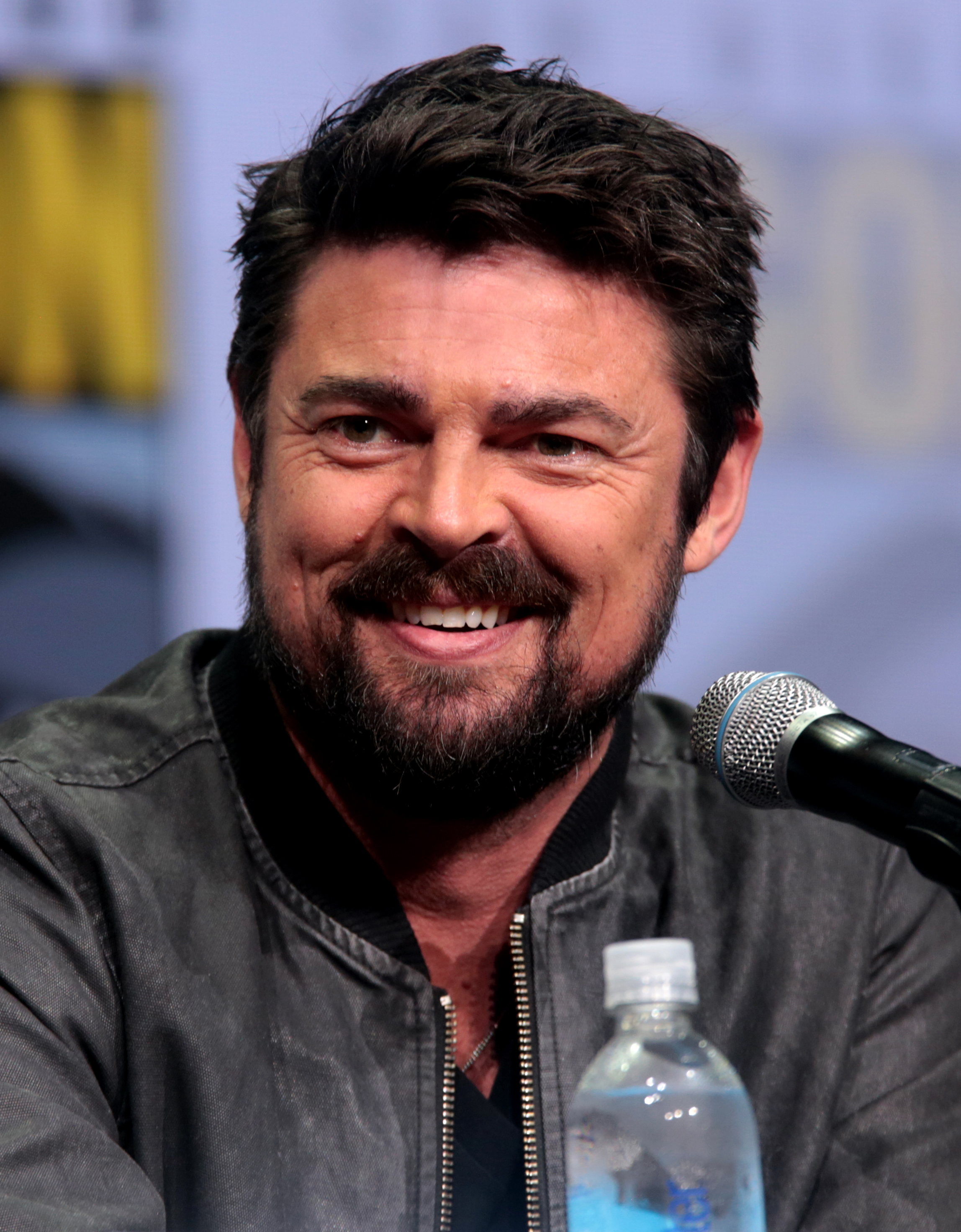
Karl Urban spielt Skurge
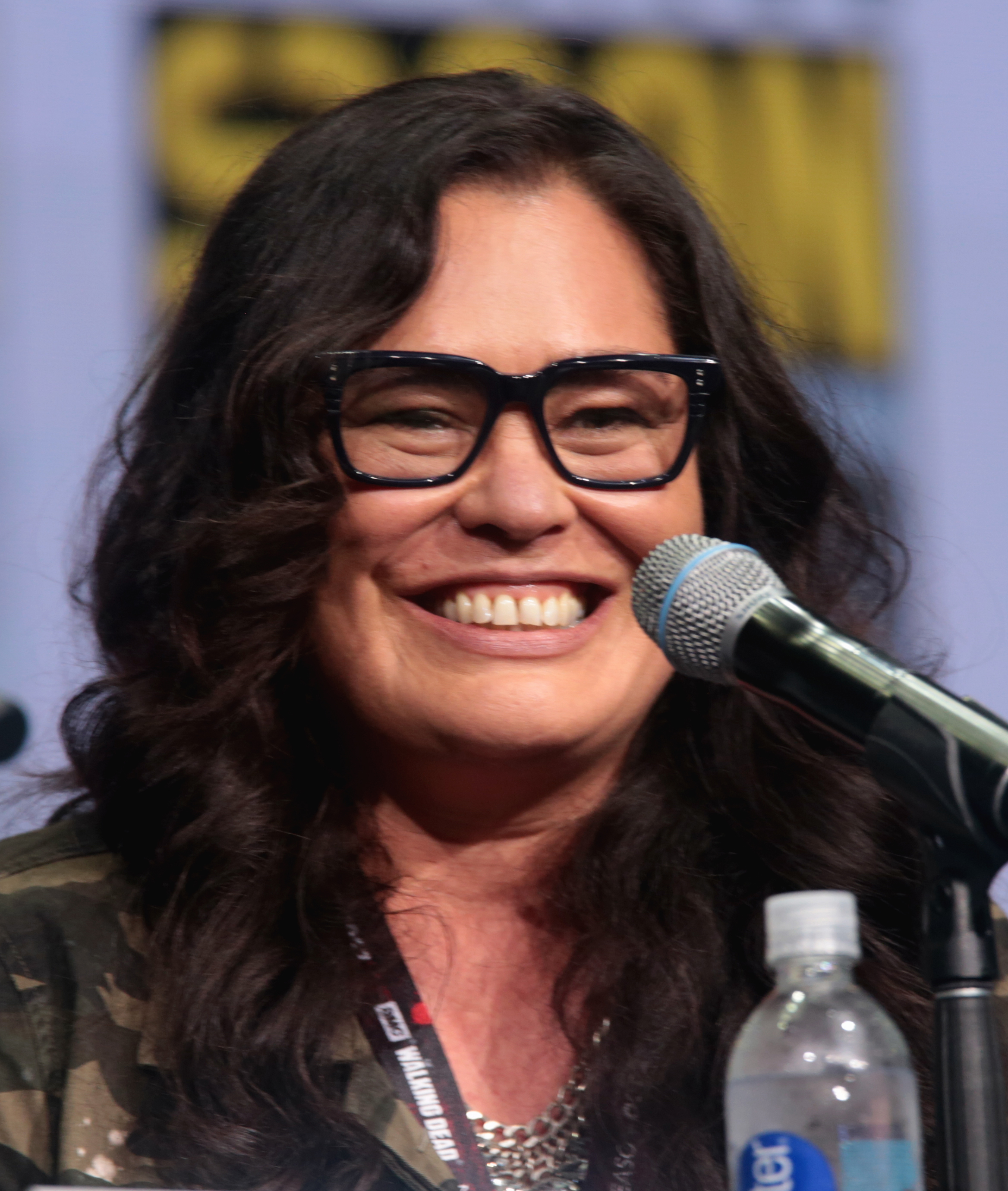
Rachel House spielt Topaz

### Dreharbeiten und Filmschnitt

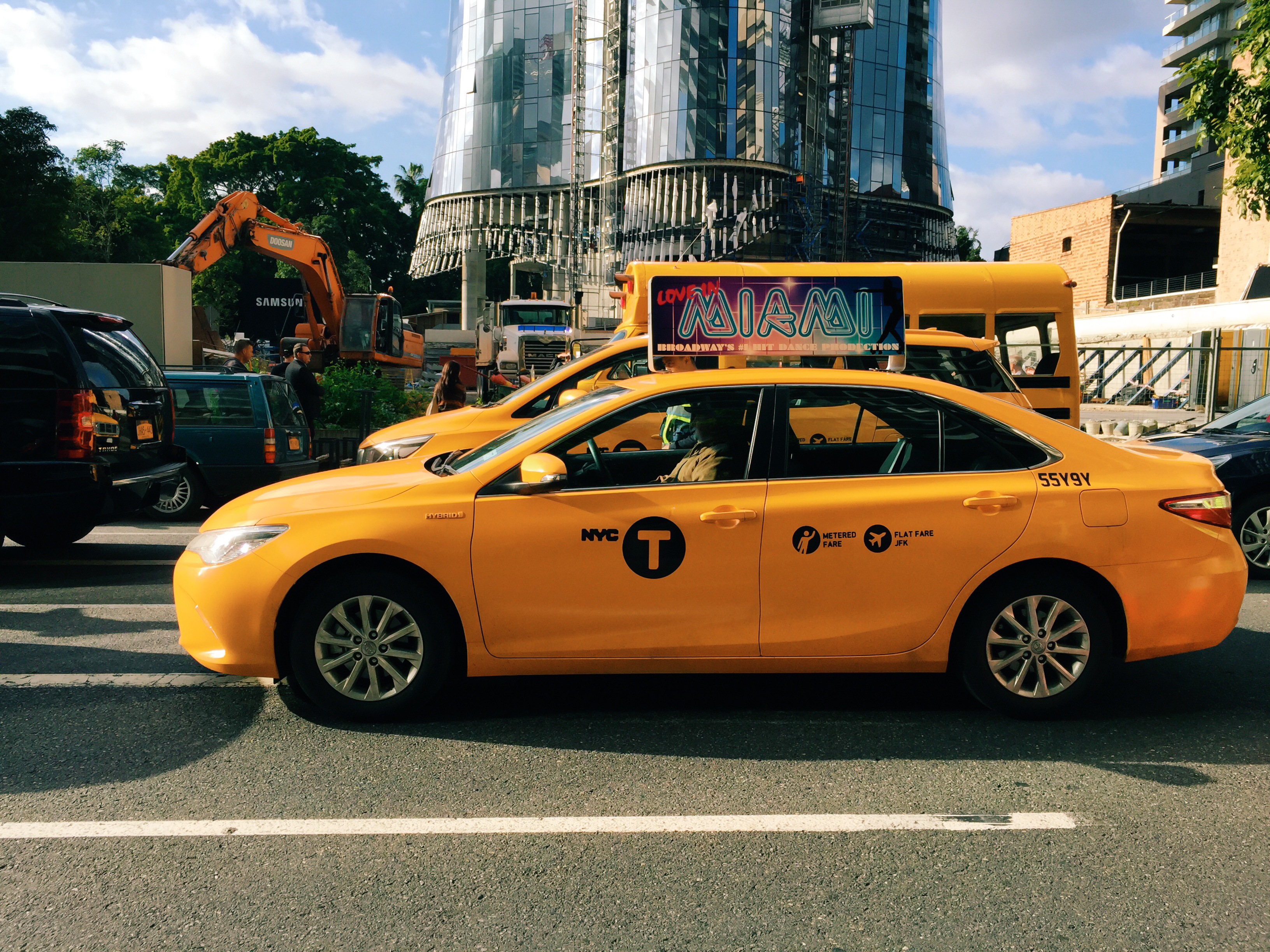
Die Dreharbeiten fanden in Australien statt, wie hier in Brisbane

Anfang Juni 2016 hatte die Firma Weta Workshop die Arbeit an den Ausstattungsstücken aufgenommen. Die visuellen Effekte steuerten die Studios in San Francisco und in Vancouver der Firma Industrial Light & Magic bei. Die Hauptdreharbeiten begannen am 4. Juli 2016 in den Village Roadshow Studios in Oxenford. Neben den Studiodreharbeiten, wurde in Queensland, in Brisbane und an den Cedar Creek Falls im Tamborine-Nationalpark und in Sydney gedreht. Auf der Comic-Con 2016 wurde die Gladiatorrüstung des Hulks vorgestellt, was Indizien dazu gab, dass das Drehbuch Elemente aus dem Comic Planet Hulk entnimmt. Im August 2016 wurde im Brisbane Central District gedreht, welcher im Film die Kulisse von New York City ist. Die Dreharbeiten endeten am 28. Oktober 2016, etwa ein Jahr vor dem Veröffentlichungstermin.
Waititi gab in einem Interview auf der San Diego Comic-Con 2017 an, dass mehrere Versionen des Filmes mit verschiedenen Schnittlängen existieren. Außerdem schätzte er, dass rund achtzig Prozent der Dialoge im Film improvisiert seien.

### Filmmusik und Veröffentlichung
Im August 2016 wurde Mark Mothersbaugh als Komponist für die Musik zum Film verpflichtet. Mothersbaugh war die bisherige Arbeit von Taika bekannt, als er einen Anruf von Marvel erhalten hatte. Nach seiner Aussage war er von der Möglichkeit einer Zusammenarbeit begeistert, besonders weil er Taikas Interesse an Retro-Synths teilte und freute sich, eine eigene Interpretation des Marvel-Sounds zu schaffen. Ein gegen frühere Marvel-Filme gerichteter Vorwurf war, die Musik für diese sei nur wenig einprägsam und immer irgendwie ähnlich klingend gewesen. Mothersbaugh war bis 1991 der Hauptsänger, Keyboarder und Gitarrist der US-amerikanischen New-Wave- und Synth-Rock-Band Devo und brachte Elemente dieser Musikrichtungen in die Filmmusik von Thor: Ragnarok ein. Die Aufnahme entstand in den Abbey Road Studios in London, und Mothersbaugh produzierte den Soundtrack gemeinsam mit Alan Meyerson.

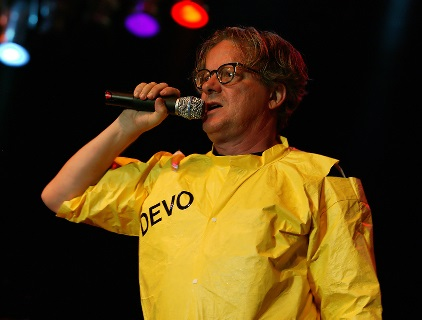
Mark Mothersbaugh war bis 1991 Hauptsänger, Keyboarder und Gitarrist der US-amerikanischen New-Wave- und Synth-Rock-Band Devo

Der Filmmusikkritiker Mihnea Manduteanu beschreibt das Ergebnis als „Musik für die Ewigkeit.“ Mothersbaugh habe die in letzter Zeit eher glanzlose Musik für Marvel-Filme durch eine Komposition ersetzt, die von Anfang bis Ende spannend, emotional und nostalgisch sei und damit neue Maßstäbe für spektakuläre Action-Superhelden-Filmmusik setze. Die Filmmusik komme auch ohne ein denkwürdiges Hauptthema aus, wie zuvor von Brian Tyler oder Alan Silvestri für das Filmuniversum geschaffen, so Manduteanu weiter. Sowohl durch ihre orchestralen, als auch durch ihre retro-elektronischen Elemente sei die Filmmusik ein Fest, so Manduteanu, weil der Komponist die richtige Balance zwischen beiden finde. Der Soundtrack zum Film umfasst 23 Musikstücke und wurde am 20. Oktober 2017 von Hollywood Records als Download und am 10. November 2017 auch in physischer Form veröffentlicht. Die Titel einiger auf dem Soundtrack enthaltenen Musikstücke wie Thor: Ragnarok, Where’s the Sword? und Asgard Is a People beziehen sich auf die Götterwelt der Nordischen Mythologie und beziehen sich auf die Ragnarök, den Originaltitel des Films und damit auf die Sage vom Untergang der Götter, wie es die Völuspá prophezeit.
Nicht auf dem Soundtrack enthalten ist der zweimal im Film zu hörende Immigrant Song, mit dem auch ein späterer Trailer zum Film unterlegt war. Hierbei handelt es sich um eine klassische Hardrocknummer aus dem Jahr 1970 und das erste Lied auf dem Album Led Zeppelin III der britischen Rockband Led Zeppelin. Auch in diesem Lied geht es um Walhall, den Ruheort der in einer Schlacht gefallenen Kämpfer, und um den Hammer der Götter. Ein erster Trailer zum Film, der im Rahmen der San Diego Comic-Con vorgestellt wurde, war mit dem Song In the Face of Evil des US-amerikanischen Electro-Musik-Trios Magic Sword unterlegt.
Der Film feierte am 10. Oktober 2017 in Los Angeles seine Weltpremiere und wurde am 13. Oktober 2017 erstmals in Australien – 13 Tage vor regulärem Start – aufgeführt. Am 31. Oktober 2017 kam der Film in die deutschen und österreichischen Kinos und am 2. November 2017 in die Kinos der Deutschschweiz. In den zwei größten Kinomärkten der Welt, den Vereinigten Staaten und China, kam der Film am 3. November in die Kinos. Am 15. August 2019 soll er in das Programm von Netflix aufgenommen werden. Am 16. Mai 2017 wurde mit Tag der Entscheidung der deutsche Titel des Films offiziell verkündet.
Am 3. November 2017 erschien eine Hörbuch-Adaption des Filmes auf Englisch, geschrieben von Jim McCann und erzählt von MacLeod Andrews.
Am 10. November 2017 erschien das deutsche Hörspiel zum Film mit Musik und den Stimmen aus Tag der Entscheidung durch Kiddinx Media im Einzelhandel. Darin übernimmt Gordon Piedesack die Rolle des Erzählers. Produziert wurde es in der tonAtelier GmbH & Co KG unter der Regie von Daniel Janke, die Bearbeitung erfolgte durch Gabriele Bingenheimer.

## Rezeption

### Altersfreigabe
In den Vereinigten Staaten wurde der Film von der MPAA als PG-13 eingestuft. In Deutschland ist der Film FSK 12. In der Freigabebegründung heißt es: „Der Film enthält eine Vielzahl an bildgewaltigen Kampf- und Actionszenen. Es sind aber weder Blut, noch realistische Verletzungen zu sehen. Für Kinder ab 12 Jahren sind sämtliche Geschehnisse problemlos als vollkommen irreales Fantasymärchen erkennbar, wodurch sie eine emotionale Distanz wahren können. Darüber hinaus tragen zahlreiche humorvolle Momente zur Entlastung bei.“ Auch in Österreich ist der Film von der JMK ab 12 Jahren freigegeben.

### Kritiken

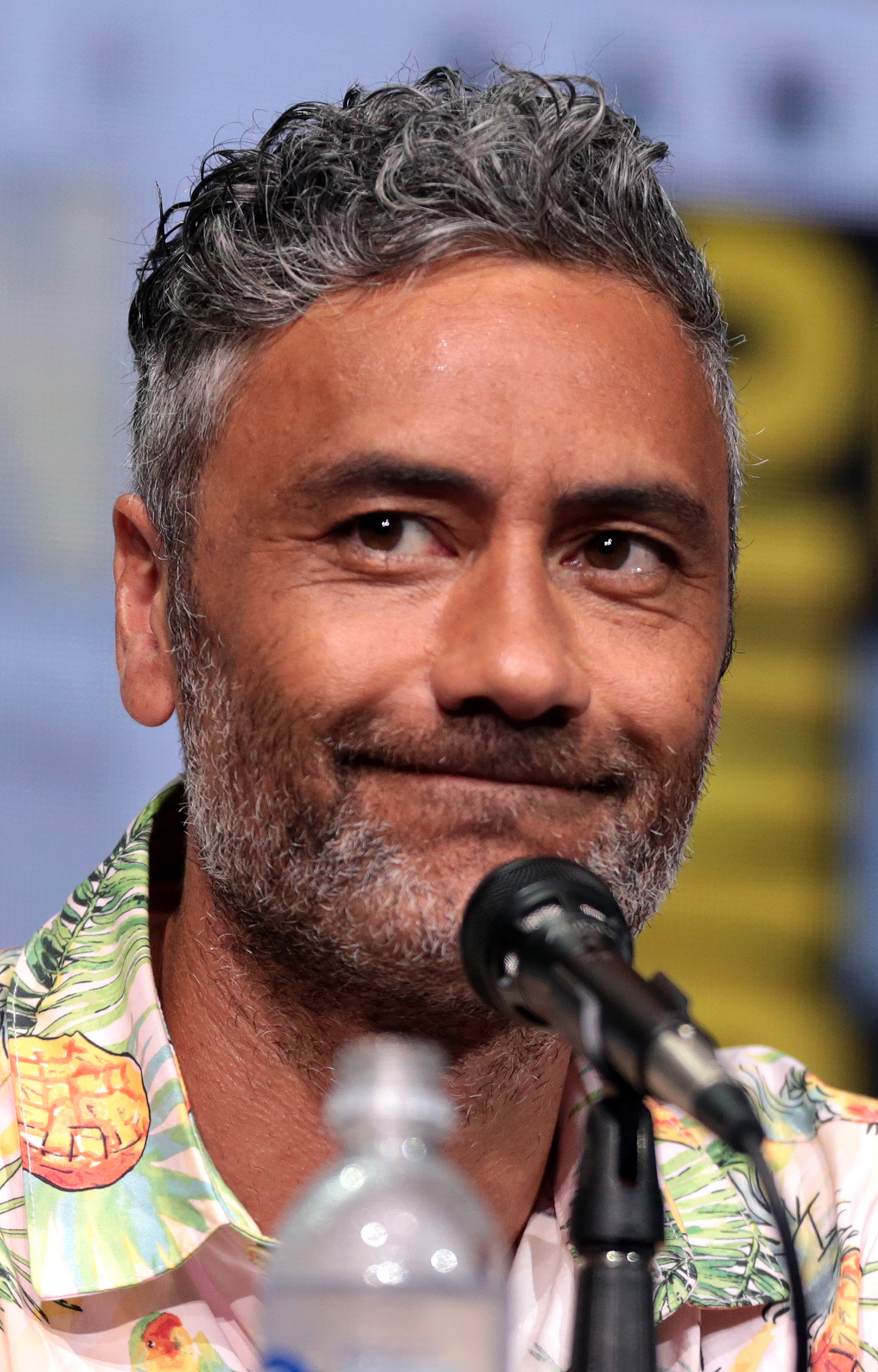
Regisseur Taika Waititi auf der Comic-Con in San Diego im Juli 2017

Thor: Tag der Entscheidung erhielt ein sehr gutes Presseecho, was sich auch in den Auswertungen US-amerikanischer Aggregatoren widerspiegelt. So erfasst Rotten Tomatoes größtenteils positive Besprechungen und ordnet den Film dementsprechend als „Zertifiziert Frisch“ ein. Laut Metacritic fallen die Bewertungen im Mittel „Grundsätzlich Wohlwollend“ aus.
In einer Kritik zum Film von GQ wird erklärt, Regisseur Taika Waititi habe für das dritte Solo-Abenteuer komplett die Tonalität der Reihe gewechselt und setze auf Humor statt auf reine Action. Dies könne interessant sein, weil Marvel nach den beiden ersten, nur mittelmäßig gelungenen Thor-Filmen eine komplette Neuausrichtung wagt: „Thor: Tag der Entscheidung ist mehr Komödie als klassischer Superhelden-Film, mehr Guardians of the Galaxy als Captain America.“ Weiter heißt es in der Kritik: „Lustige Sprüche, coole Schauspieler und eine Handlung, die so durchgeknallt ist, dass nie die Gefahr besteht, der Film könnte sich selbst allzu ernst nehmen. Alleine das Aufeinandertreffen von Thor und Hulk in der Gladiatoren-Arena ist den Eintritt wert. Die Schauspieler sind überragend gut und sichtlich mit Spaß bei der Sache, dazu trifft Regisseur Taika Waititi genau den richtigen Ton, mit dem man eine Geschichte rund um nordische Götter auf einem fremden Planeten, der aussieht wie eine Zukunftsvision aus einer 1980er-TV-Serie, erzählen muss. Ein großer Spaß für Freunde der lockeren Unterhaltung.“
In einer Kritik der dpa heißt es, Waititi habe die Göttersaga mit Muskelpaket Chris Hemsworth in der Titelrolle von unnötigem Ballast und Tiefgang befreit und konzentriere sich ganz auf die Schauwerte und Skurrilitäten: „Nordische Mythologie trifft auf Pop-Art in einem spielerischen Actionfilm mit psychedelischem Anstrich. Und Led Zeppelin liefern mit ihrem kreischenden Hardrock-Klassiker Immigrant Song von 1970 die Hymne für diese Achterbahnfahrt, die durchaus in Richtung Retro abdriftet.“ Weiter heißt es in der Kritik, auch wenn Thor: Tag der Entscheidung keineswegs ein Meilenstein des Genres ist, biete er sehr passable Unterhaltung und zwei atemlose Stunden lang Popcornkino auf erfreulich ironischem Niveau.
Filmkritiker der Stuttgarter Nachrichten erklären, der Regisseur habe Thor eine Rundumerneuerung verpasst, die nicht nur eine neue Frisur und neue Verbündete umfasst: „Sorgte der Donnergott in seinen bisherigen Marvel-Abenteuern eher durch knappe Oneliner für kurzes Auflachen, feuert Hemsworth in seinem dritten Solo-Film ein Feuerwerk an Wortwitz ab und versteht es, jegliche Situationskomik für sich auszunutzen.“ Die Kritik resümiert, es handele sich um ein kunterbuntes Spektakel, in dem Hemsworth beweise, dass man sich als waschechter Superheld eben nicht allzu ernst nehmen muss.
Auch Jenni Zylka von der taz meint, Thor: Tag der Entscheidung sei heller, komödiantischer und queerer als alle vergleichbaren Comicadaptionen, und Thor unterscheide sich im Film auch vom durchschnittlichen Comichelden: „Nichts hat er von der zweifelnden Finsternis eines Batman, der pubertären Zerrissenheit eines Spider-Man oder dem sarkastischen Nihilismus eines Iron Man.“
Sabine Horst vom Tagesspiegel erklärt, dass der Film lustig sei, aber selten lächerlich wirke, liege am Timing, das in den betont unpathetischen Schnellfeuerdialogen wie in der visuellen Montage nahezu perfekt sei: „Waititi hat das Kunststück fertiggebracht, aus dem schwergängigen Thor-Stoff eine der schmissigsten Marvel-Produktionen zu machen. Das Problem ist nur: dass hier niemand Probleme hat. Oder Gefühle.“
Wenig überzeugt von dem Film gab sich Andreas Platthaus in der FAZ. Eine humoristische Handschrift für den ganzen Film, den Platthaus – auf Torheit anspielend – als „Thorheit“ kritisiert, sei dem Regisseur nicht gelungen; der Film kenne nur die „Haudrauf-Methode“: „Sosehr man Waititis Bemühen merkt, locker zu inszenieren, so wenig kann man übersehen, wie unoriginell ihm die genrebedingt unentbehrlichen Money-Shots (die man in Superheldenfilmen besser Metzel-Shots nennen sollte) geraten sind.“
In der österreichischen Zeitung Die Presse meinte Andrey Arnold, dass „geharnischte Kriegerinnen mit Miniguns auf Riesenhunde“ schießen und sich der Film insofern „einer exaltierten Alles-Geht-Attitüde“ erfreue. „Die Schablonenhaftigkeit des übergreifenden Plots kann das allerdings nicht kaschieren. Ebenso wenig wie die Ödnis der Action, die dem aktuellen Superheldenstandard folgt: Gesichtslose Gegnerwellen werden zu den Klängen endgeiler Rock-Mucke aus den Siebzigern […] niedergemetzelt, als stäke man im Computerspiel ‚God of War‘.“
Peter Debruge von Variety meint, auch wenn dies nicht viel zu bedeuten habe, sei Thor: Tag der Entscheidung der beste der drei Thor-Filme, was vielleicht daran liege, dass er sich mit den Drehbuchautoren erstmals einig ist: „Thor-Filme sind einfach lächerlich.“

### Einspielergebnis
Der Film landete nach seinem Start in zahlreichen Ländern auf dem ersten Platz der Kino-Charts, wie beispielsweise in den Vereinigten Staaten, in China, in Japan, in Südkorea, in Frankreich und im Vereinigten Königreich. Den Produktionskosten des Films von rund 180 Millionen US-Dollar stehen bislang weltweite Einnahmen aus Kinovorführungen in Höhe von 854,2 Millionen US-Dollar gegenüber, davon alleine 314 Millionen US-Dollar in den Vereinigten Staaten und über 112 Millionen US-Dollar in China., womit sich der Film auf Platz 9 der erfolgreichsten Filme des Jahres 2017 und auf Platz 93 (Stand: 19. April 2025) der weltweit erfolgreichsten Filme aller Zeiten befindet. In Deutschland verzeichnet der Film 1.480.099 Besucher.

### Auszeichnungen
Am 4. Dezember 2017 wurde bekannt, dass sich der Film in der Vorauswahl von 20 Filmen befindet, aus der die Academy of Motion Picture Arts and Sciences die Nominierungen für die Oscarverleihung 2018 in der Kategorie Beste visuelle Effekte bestimmen wird. Am 18. Dezember 2017 gab die Academy bekannt, dass sich Mark Mothersbaughs Arbeit auf einer Shortlist befindet, aus der die Nominierungen in der Kategorie Beste Filmmusik erfolgen werden. Die folgende Auflistung enthält eine Auswahl der bekanntesten Preisverleihungen.
Critics’ Choice Movie Awards 2018
- Nominierung als Bester Actionfilm
- Nominierung als Bester Darsteller in einer Filmkomödie (Chris Hemsworth)
- Nominierung für die Besten visuellen Effekte[42]

Saturn-Award-Verleihung 2018
- Nominierung als Best Comic-to-Motion Picture Release
- Nominierung als Best Supporting Actress in a Film (Tessa Thompson)[43]

MTV Movie & TV Awards 2018
- Nominierung für den Besten Kampf (Mark Ruffalo gegen Chris Hemsworth)
- Nominierung als Scene Stealer (Taika Waititi)[44]

Empire Awards 2018
- Nominierung als Best Film
- Nominierung als Best Director (Taika Waititi)
- Nominierung als Best Female Newcomer (Tessa Thompson)
- Nominierung als Best Sci-Fi/Fantasy
- Nominierung in der Kategorie Best Production Design
- Nominierung in der Kategorie Best Visual Effects
- Nominierung in der Kategorie Best Costume Design (Mayes C. Rubeo)
- Nominierung in der Kategorie Best Makeup and Hair Styling[45]

Teen Choice Awards 2018
- Auszeichnung als Choice Sci-Fi Movie Actor (Chris Hemsworth)
- Nominierung als Choice Sci-Fi Movie
- Nominierung als Choice Sci-Fi Movie Actor (Mark Ruffalo)
- Nominierung als Choice Sci-Fi Movie Actress (Tessa Thompson)
- Nominierung als Choice Movie Villain (Cate Blanchett)
- Nominierung als Choice Scene Stealer (Taika Waititi)
- Nominierung als Choice Scene Stealer (Tom Hiddleston)[46]

NAACP Image Awards 2018
- Auszeichnung als Bester Nebendarsteller (Idris Elba)
- Nominierung als Beste Nebendarstellerin (Tessa Thompson)[47]

VES Awards 2018
- Nominierung in der Kategorie Outstanding Virtual Cinematography in a Photoreal Project (Valkyrie’s Flashback)
- Nominierung in der Kategorie Outstanding Compositing in a Photoreal Feature (Bridge Battle)[48]

Black Reel Awards 2018
- Nominierung als Beste Nebendarstellerin (Tessa Thompson)[49]

Hollywood Music in Media Awards 2017
- Nominierung in der Kategorie Original Score: Sci-Fi/Fantasy Film (Mark Mothersbaugh)[50]

## Fortsetzung
Der Cliffhanger der Mid-Credit-Szene des Filmes wurde in Avengers: Infinity War (2018) aufgelöst.
Kurz vor der Kinopremiere von Thor: Tag der Entscheidung erklärte Regisseur Taika Waititi, dass er offen für weitere Marvel-Superhelden-Filme sei und bekundete sein Interesse, auch Thor 4 zu drehen. Im April 2019 äußerte sich Tessa Thompson, dass bereits ein Entwurf für einen vierten Teil vorliege und dieser, sollte er verwirklicht werden, offenbar tatsächlich von Waititi inszeniert werde. Im Juli 2019 wurde der vierte Teil schließlich unter dem Originaltitel Thor: Love and Thunder angekündigt. Die Fortsetzung kam am 8. Juli 2022 in die US-amerikanischen Kinos.